# Christina's House
Pour plus de détails, voir Fiche technique et Distribution.
Christina's House ou La Maison de Christina est un film d'horreur canadien réalisé par Gavin Wilding, sorti en 2000

## Synopsis
La jeune Christina, son jeune frère Bobby, et leur père James Tarling vont habiter une location dans une petite ville de l'État de Washington afin de se rapprocher de la mère de Christina, Joanne internée dans un asile. La maison est remise en état par Howie Rhodes, et Christina fréquente un mauvais garçon, Eddy Duncan. Dans cette maison, Christina entend des bruits et a la sensation permanente d'une présence, tandis que son père la rassure en attribuant cela à la structure de la maison. Deux jeunes disparaissent... l'étrange shérif Mark Sklar visite alors la maison des Tarling, car c'est le dernier lieu auprès duquel les deux disparus ont été vus pour la dernière fois... on retrouve l'un des cadavres... reste à trouver le responsable.

## Fiche technique
- Titre : Christina's House
- Titre québécois : La Maison de Christina
- Scénario : Stuart Allison
- Langue : Anglais canadien
- Format : 35 mm ; Spherical ; 1,85 : 1 ; couleurs
- Son : Dolby Stereo SR / Dolby Stereo Digital
- Sociétés de Production : : Christina's House Productions, Hilltop Entertainment, Rampage Entertainment
- Distributeurs : Canada, White Rock Film
- Genre : Horreur et thriller
- Pays :  Canada
- Lieux de tournage: Vancouver, British Columbia, Canada
- Durée : 120 minues
- Classification : France : -12 ans
- Date de sortie : 17 novembre 2000

## Distribution
- Brendan Fehr (VQ : Martin Watier) : Eddy Duncan
- Brad Rowe (VQ : Benoit Éthier) : Howie Rhodes
- Allison Lange (VQ : Aline Pinsonneault) : Christina Tarling
- John Savage (VQ : Marc Bellier) : James Tarling
- Lorne Stewart (VQ : Sébastien Reding) : Bobby Tarling
- Crystal Buble (VQ : Sophie Léger) : Karen
- Jerry Wasserman (VQ : Jean-Marie Moncelet) : Sheriff Mark Sklar
- Chelsea Hobbs : Suzy Cooper
- Sigrid M. Spade : Michelle
- Chilton Crane : Joanne Tarling
- Linden Banks : Dr. David Lescher
- Zuzana Marlow : infirmière
- David Abbott : Mr. Fox